# شمس‌آباد (بروجرد)
شمس‌آباد روستایی جدید است از توابع شهرستان بروجرد در منطقه ولات نظامی در استان لرستان. این روستا در دهستان همت‌آباد در بخش مرکزی این شهرستان قرار دارد. شمس‌آباد در جنوب غربی و مجاورت  شهر بروجرد بر سر جاده بروجرد - بیرانشهر - خرم‌آباد قرار گرفته‌است. باغ‌های میوه و زمین‌های کشاورزی فراوان اطراف این روستا به اهالی روستا تعلق نداشته و در مالکیت ساکنین حاشیه شهر بروجرد و روستای فیال  هستند. بیشتر مردم این روستا متعلق به طایفه شمسین از ایل بزرگ بیرانوند می‌باشند و فقط درصد کمی به دیگر طوایف ایل بیرانوند تعلق دارند.

## تاریخچه
قدمت این روستا به دهه شصت خورشیدی میرسد که طوایف ایل لر بیرانوند از منطقه آبسرده کوچ کرده و در حاشیه شهر بروجرد مستقر شدند.

## وضعیت اجتماعی و اقتصادی
روستای شمس‌آباد یکی از بسیار روستاهایی می‌باشد که دچار پدیده زمین خواری شده‌اند به گونه‌ای که موجب افزایش قیمت زمین برای ساخت و ساز مسکونی در بعضی قسمت‌های آن شده است. این معضل مانع از سر و سامان یافتن بسیاری از اهالی این روستا شده است و امروزه شغل بیشتر جوانان این روستا کارگر ساختمانی است.

## جمعیت
بنابر سرشماری مرکز آمار ایران، جمعیت شمس‌آباد در سال ۱۳۹۵ برابر با ۶۱۸ نفر بوده‌است که از این میان ۳۰۲ نفر مرد و ۳۱۶ نفر زن بوده‌اند. این روستا ۲۲۹ خانوار دارد.